# Ginny Purdy
Pour les articles homonymes, voir Purdy.
Ginny Purdy (née le 15 novembre 1966) est une joueuse de tennis américaine, professionnelle dans les années 1980.
Elle a atteint le 40e rang mondial en simple le 23 juin 1986 et le 601e en double le 6 novembre 1989.
Pendant sa carrière, elle a remporté un titre en simple sur le circuit WTA. 

## Palmarès

### Titre en simple dames
| No | Date       | Nom et lieu du tournoi          | Catégorie | Surface         | Finaliste        | Score    |          |
| -- | ---------- | ------------------------------- | --------- | --------------- | ---------------- | -------- | -------- |
| 1  | 07/03/1983 | Ginny of Pittsburgh, Pittsburgh |           | Moquette (int.) | Cláudia Monteiro | 6-2, 7-5 | Parcours |

### Finale en simple dames
| No | Date       | Nom et lieu du tournoi              | Catégorie | Dotation | Surface         | Vainqueure | Score         |          |
| -- | ---------- | ----------------------------------- | --------- | -------- | --------------- | ---------- | ------------- | -------- |
| 1  | 07/02/1983 | Ginny of Indianapolis, Indianapolis |           | 50 000 $ | Moquette (int.) | Anne Hobbs | 6-4, 6-7, 6-4 | Parcours |

### Titre en double dames
Aucun

### Finale en double dames
Aucune

## Parcours en Grand Chelem

### En simple dames
| Année | Open d'Australie (janvier) | Open d'Australie (janvier) | Internationaux de France | Internationaux de France | Wimbledon       | Wimbledon        | US Open         | US Open      | Open d'Australie (décembre) | Open d'Australie (décembre) |
| 1984  | n/a                        | n/a                        | 1er tour (1/64)          | Kathy Rinaldi            | 1er tour (1/64) | Kathleen Horvath | 1er tour (1/64) | Iva Budařová | -                           | -                           |
| 1985  | n/a                        | n/a                        | 1er tour (1/64)          | Lori McNeil              | -               | -                | -               | -            | -                           | -                           |

À droite du résultat, l’ultime adversaire.

### En double dames
| Année | Open d'Australie (janvier) | Open d'Australie (janvier) | Internationaux de France      | Internationaux de France | Wimbledon                | Wimbledon                  | US Open | US Open | Open d'Australie (décembre) | Open d'Australie (décembre) |
| 1984  | n/a                        | n/a                        | 1er tour (1/32) R. Reggi      | Leslie Allen Anne White  | 1er tour (1/32) R. Reggi | Kohde-Kilsch H. Mandlíková | -       | -       | -                           | -                           |
| 1985  | n/a                        | n/a                        | 1er tour (1/32) Annabel Croft | L. Drescher Etsuko Inoue | -                        | -                          | -       | -       | -                           | -                           |

Sous le résultat, la partenaire ; à droite, l’ultime équipe adverse.

### En double mixte
N'a jamais participé à un tableau final.

## Classements WTA

### Classements en simple en fin de saison
| Année | 1986 | 1987 | 1989 |
| Rang  | 196  | 337  | 647  |

Source : (en) « Classements de Ginny Purdy », sur le site officiel du WTA Tour

### Classements en double en fin de saison
| Année | 1989 |
| Rang  | 619  |

Source : (en) « Classements de Ginny Purdy », sur le site officiel du WTA Tour